# Горње Кормињане
Горње Кормињане (алб. Kormnjani i Epërm) је насеље у општини Косовска Каменица на Косову и Метохији. По законима самопроглашене Републике Косово насеље се налази у саставу општине Ранилуг. Атар насеља се налази на територији катастарске општине Горње Кормињане површине 667 ha. Налази се истоку Косова у Косовском Поморављу, дуж тока реке Биначке Мораве, у подножју брда Бутка, Шанак и Чука. Од административног прелаза са Србијом — Кончуљ је удаљено 3-4 колометра. Изнад села, у брдима, пронађени су остаци старог насеља. Ту се налази и манастир Изморник, једини у овом делу Косовског поморавља. У близини села се налазила стара српска црква. Данас у селу постоји црква Пресвете Богородице саграђена крајем 18. или почетком 19. века која је проширена средином 19. века и осликана 1870. године.

## Порекло становништва по родовима
Подаци из 1929
- Вучковићи (3 k., Св. Ђорђе Алимпије), староседеоци из Штицара.
- Свракићи (1 k.), Матићи (3 k.) и Зајчевићи (9 k.), сви славе Св. Ђорђа Алимпија; и сви су староседеоци из Штицара.
- Павлићеви (4 k., Св Ђорђе Алимпије) су непознате старине; прихватили их Влајковићи у Доњем Кормињану и оженили: око 1830. године су пресељени из Доњег Кормињана.
- Камишевићи (6 k., Св. Ђорђе Алимпије). Старином су из Горње Шипашнице, као и њихови сродници Камишевићи у Доњем Кормињану. Досељени су у Штицаре због зулума око 1780. године.
- Славковци (8 k., Св. Никола), досељени у Штицаре око 1820. године, из врањског краја.
- Тотићи (2 k., Св. Арханђео), досељени из Витине око 1830. године. С Тотинцима из Доњег Кормињана су заједничког порекла.
- Ћосићи (4 k., Св. Никола), пресељени из Ранилуга око 1830. године.
- Ђурђићи (1 k., Св. Ђорђе). Старином из Добросина; досељени око 1830. године због зулума.
- Баба-Јањићи (3 k., Св. Никола), пресељени из Ранилуга око 1850. године као слуге. Презиме им је по некој чувеној Баба Јани.
- Дезићи (1 k., Св. Мина), пресељени из Ранилуга као слуге кад и Баба-Јањићи.
- Мицковићи (2 k., Св. Никола), пресељени из Ранилуга као слуге од рода Танасковића кад и Баба-Јањићи. Старином су из прилепског краја.
- Миличићи (3 k., Св. Никола). Досељени из Кололеча око 1870. године.
- Стојилковци (1 k., Св. Петка), довео их господар за слуге из Доње Шипашнице око 1880. године.

## Демографија
Насеље има српску етничку већину.
Број становника на пописима:
- попис становништва 1948. године: 509
- попис становништва 1953. године: 529
- попис становништва 1961. године: 568
- попис становништва 1971. године: 572
- попис становништва 1981. године: 545
- попис становништва 1991. године: 545

## Национални састав

### Попис1981.
| Попис 1981.‍ | Попис 1981.‍ | Попис 1981.‍ | Попис 1981.‍ | Попис 1981.‍ |
| ----------- | ----------- | ----------- | ----------- | ----------- |
|             |             |             |             |             |
| Срби        | Срби        |             | 541         | 99,26%      |
| Албанци     | Албанци     |             | 1           | 0,18%       |
| остали      | остали      |             | 3           | 0,55%       |
| укупно: 545 |             |             |             |             |

### Попис1971.
| Попис 1971.‍ | Попис 1971.‍ | Попис 1971.‍ | Попис 1971.‍ | Попис 1971.‍ |
| ----------- | ----------- | ----------- | ----------- | ----------- |
|             |             |             |             |             |
| Срби        | Срби        |             | 572         | 100%        |
| укупно: 572 |             |             |             |             |

### Попис1961.
| Попис 1961.‍ | Попис 1961.‍ | Попис 1961.‍ | Попис 1961.‍ | Попис 1961.‍ |
| ----------- | ----------- | ----------- | ----------- | ----------- |
|             |             |             |             |             |
| Срби        | Срби        |             | 563         | 99,11%      |
| Македонци   | Македонци   |             | 4           | 0,70%       |
| Албанци     | Албанци     |             | 1           | 0,17%       |
| укупно: 568 |             |             |             |             |